# Халпили
Халпили — архипелаг в России, расположенный в восточной части Гижигинской губы в заливе Шелихова Охотского моря, у западного берега полуострова Тайгонос, который разделяет Гижигинскую и Пенжинскую губы, севернее острова Телан, юго-западнее острова Морская Матуга. В группу островов входят два относительно крупных острова и несколько более мелких. Острова Халпили относятся к Северо-Эвенскому району Магаданской области.